# Gonia maculipennis
Gonia maculipennis är en tvåvingeart som beskrevs av Egger 1862. Gonia maculipennis ingår i släktet Gonia och familjen parasitflugor. Inga underarter finns listade i Catalogue of Life.